# LastPass
LastPass Password Manager é um serviço de gerenciador de senhas freemium desenvolvido pela LogMeIn. Ele é disponível como um plugin para os navegadores, Internet Explorer, Mozilla Firefox, Google Chrome, Opera e Safari. Há também um LastPass Password Manager bookmarklet para outros navegadores.
O LastPass procura resolver o problema de fadigas senhas centralizando o gerenciamento das senhas do usuário na nuvem.

## Visão geral
As senhas do LastPass Password Manager são protegidos por uma senha mestra criptografadas localmente e são sincronizadas com qualquer outro navegador de internet. O LastPass Password Manager também possui um preenchedor de formulários que automatiza a entrada da senha e preenchimento de formulários. Ele também suporta a geração de senha, compartilhamento de local e registro no site.
Em 2 de dezembro de 2010 foi anunciado que o LastPass adquiriu o sincronizador de bookmarklet Xmarks. A tecnologia de gerenciamento de senhas do LastPass foi integrado no "Identidade e Privacidade", característica da empresa de segurança na internet Webroot como mais novo pacote de segurança.

## Características
- Uma senha mestra
- Sincronização de navegadores
- Geração de senha segura
- Criptografia de senha
- Preenchimento de formulário
- Importação e exportação de palavras-passe
- Acesso portátil
- Autenticação multifator
- Verificação de impressão digital
- Disponibilidade de plataformas (e versões móveis para premium)
- Acesso móvel disponível aqui

## Código fonte
LastPass é fechado de origem, embora muitas das extensões podem ser executadas em um modo não-binários, onde a origem está disponível, mas LastPass mantém todos os direitos.
Um dos desenvolvedores do LastPass, Sameer, tem argumentado que teoricamente a integridade do software poderia ser verificada sem torná-lo fonte aberta e mencionou que os desenvolvedores podem ser abertos para a possibilidade futura de tornar a interface de usuário do programa para código aberto.